# Département de Sargento Cabral
Le département de Sargento Cabral est une des 25 subdivisions de la province du Chaco, en Argentine. Son chef-lieu est la ville de Colonia Elisa.
Le département a une superficie de 1 651 km2. Il est bordé au nord par le département de Libertador General San Martín, à l'est par le département de Primero de Mayo, au sud par le département de General Donovan, au sud-ouest par le département de Presidencia de la Plaza et à l'ouest par le département de Veinticinco de Mayo.
Sa population s'élevait à 15 030 habitants au recensement de 2001.

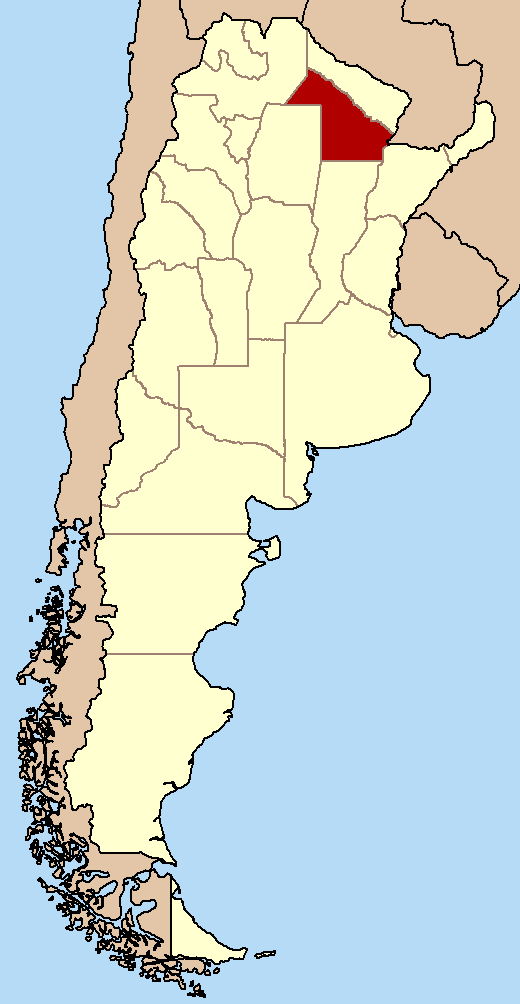
Localisation de la province du Chaco en Argentine.

## Villes et localités
- Capitán Solari
- Colonia Elisa, chef-lieu
- Colonias Unidas
- Las Garcitas
- Napenay
- Pampa Almirón